# Кокуй (Талицький міський округ)
Коку́й (рос. Кокуй) — присілок у складі Талицького міського округу Свердловської області.
Населення — 137 осіб (2010, 164 у 2002).
Національний склад станом на 2002 рік: росіяни — 97 %.